# Rousettus
Rousettus es un género de murciélagos megaquirópteros de la familia Pteropodidae que son conocidos comúnmente como murciélagos rosetos. Se encuentran en la mayor parte de África, Chipre, Oriente Medio, India, el sudeste asiático, Nueva Guinea, Islas Salomón y diversas islas del Pacífico.

## Especies
Se han descrito las siguientes especies:
- Género Rousettus
  - Subgénero Rousettus
    - Rousettus aegyptiacus
    - Rousettus amplexicaudatus
    - Rousettus celebensis
    - Rousettus leschenaultii
    - Rousettus linduensis
    - Rousettus obliviosus
    - Rousettus spinalatus

  - Subgénero Boneia
    - Rousettus bidens

  - Subgénero Stenonycteris
    - Rousettus lanosus
    - Rousettus madagascarensis